# Milo Quesada
Pour les articles homonymes, voir Quesada.
Milo Quesada, né le 16 avril 1930 à Buenos Aires (Argentine) et mort le 12 décembre 2012 à Madrid (Espagne), est un acteur argentin, ayant fait en grande partie carrière dans le cinéma espagnol et italien.

## Biographie
Il commence sa carrière cinématographique dans son pays natal, l'Argentine, en 1954 avec le film Crisol de hombres (es), suivi de Al sur del paralelo 42 (es) (1955), Surcos en el mar (es) (1956) et Rosaura à dix heures (1958). La même année, il part en Espagne, où il tourne Las chicas de la Cruz Roja et joue le rôle de Carlos Gardel dans Mon dernier tango (1960) de Luis César Amadori, dans lequel il est associé à Sara Montiel. Il est également apparu dans La Pampa sauvage (es) d'Hugo Fregonese. Dans les années 1970, il incarne Shanghái dans Le Collectionneur de cadavres, l'un des derniers films avec Boris Karloff. Il a participé au total à plus de 70 films, dont le film à sketches d'épouvante franco-italien Les Trois Visages de la peur (1962) réalisée par Mario Bava, où il joue le rôle du tueur dans le premier sketch.
Il est décédé le 12 décembre 2012 à Madrid à l'âge de 82 ans.

## Filmographie sélective
- 1954 : Crisol de hombres (es) d'Arturo Gemmiti (it)
- 1955 : Al sur del paralelo 42 (es) de Catrano Catrani
- 1956 : Surcos en el mar (es) de Kurt Land (es)
- 1958 : Rosaura à dix heures de Mario Soffici
- 1958 : Las chicas de la Cruz Roja de Rafael J. Salvia
- 1958 : Un verre de whisky (es) (Un vaso de whisky) de Julio Coll
- 1960 : Mon dernier tango (Mi último tango) de Luis César Amadori
- 1961 : Le bourreau attendra (Fuga desesperada) de José Antonio de la Loma et Robert Vernay
- 1962 : La Fille qui en savait trop (La ragazza che sapeva troppo) de Mario Bava
- 1962 : Duel sur le circuit (The Young Racers) de Roger Corman
- 1963 : Les Trois Visages de la peur (I tre volti della paura) de Mario Bava
- 1963 : Le Coureur de jupons (es) (El mujeriego) de Francisco Pérez-Dolz (es)
- 1965 : La Dixième Victime (La decima vittima) d'Elio Petri
- 1965 : Django ne pardonne pas (Mestizo) de Julio Buchs
- 1965 : Mission dangereuse au Kurdistan (Durchs wilde Kurdistan) de Franz Josef Gottlieb
- 1965 : Le colt est ma loi (La colt è la mia legge) d'Alfonso Brescia
- 1966 : La Pampa sauvage (es) (Pampa salvaje) d'Hugo Fregonese
- 1966 : Le Solitaire passe à l'attaque (El solitario pasa al ataque) de Ralph Habib
- 1966 : Les Longs Jours de la vengeance (I lunghi giorni della vendetta) de Florestano Vancini
- 1967 : L'Homme qui a tué Billy le Kid (E divenne il più spietato bandito del sud) de Julio Buchs
- 1967 : Tire encore si tu peux (Se sei vivo spara) de Giulio Questi
- 1967 : La Maison des mille poupées (La casa de las mil muñecas) de Jeremy Summers
- 1968 : Le Diable sous l'oreiller (Un diablo bajo la almohada) de José María Forqué
- 1968 : Sacré Far West (A Talent for Loving) de Richard Quine
- 1969 : Panzer division (it) (La battaglia dell'ultimo panzer) de José Luis Merino
- 1969 : Rébus de Nino Zanchin
- 1969 : Le Trône de feu (El proceso de las brujas) de Jesús Franco
- 1970 : Le Collectionneur de cadavres de Santos Alcocer
- 1970 : Des vacances en or de Francis Rigaud
- 1972 : Dans la poussière du soleil de Richard Balducci